# Kodži Noguči
Kodži Noguči (japonsko 野口 幸司), japonski nogometaš, * 5. junij 1970.
Za japonsko reprezentanco je odigral eno uradno tekmo.